# Bouret-sur-Canche
Bouret-sur-Canche ist eine französische Gemeinde mit 245 Einwohnern (Stand 1. Januar 2022) im Département Pas-de-Calais in der Region Hauts-de-France. Sie gehört zum Arrondissement Arras, zum Kanton Saint-Pol-sur-Ternoise und zum Kommunalverband Ternois. Die Einwohner werden Bouretiens genannt.

## Lage
Die Gemeinde Bouret-sur-Canche liegt an der oberen Canche, 35 Kilometer westlich von Arras. Nachbargemeinden von Bouret-sur-Canche sind Séricourt und Sibiville im Norden, Rebreuve-sur-Canche im Osten, Bonnières im Süden sowie Frévent im Westen.

## Bevölkerungsentwicklung
| Jahr                       | 1962 | 1968 | 1975 | 1982 | 1990 | 1999 | 2006 | 2014 | 2022 |
| -------------------------- | ---- | ---- | ---- | ---- | ---- | ---- | ---- | ---- | ---- |
| Einwohner                  | 191  | 181  | 186  | 198  | 194  | 207  | 249  | 256  | 245  |
| Quellen: Cassini und INSEE |      |      |      |      |      |      |      |      |      |

## Sehenswürdigkeiten

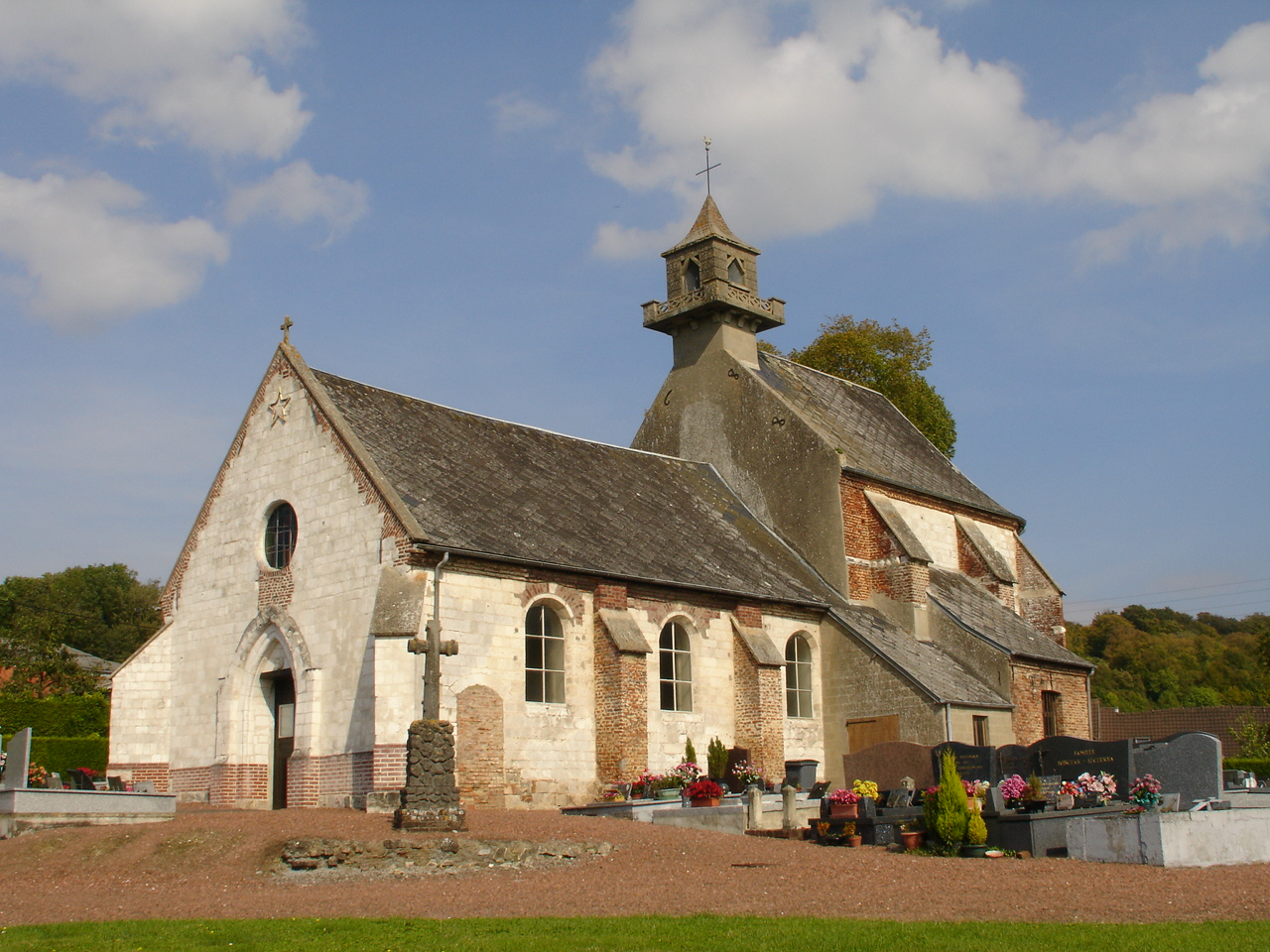
Kirche Saint-Vaast
- Kapelle Notre-Dame-de-Bon-Secours

- Kirche Saint-Vaast